# رکوردهای ملی ایران
کتاب رکوردهای ملی ایران اثری است که به ثبت و معرفی دستاوردها و رکوردهای ایرانیان در حوزه‌های مختلف می‌پردازد. این کتاب به نویسندگی هادی رضایی تدوین شده و نخستین بار در سال ۱۴۰۰ منتشر گردیده است. هدف از انتشار این کتاب، شناسایی، دسته‌بندی و مستندسازی «ترین‌ها» در ایران بوده است.

## محتوای کتاب
کتاب رکوردهای ملی ایران ۱۴۰۰ حاصل تلاش ۱۰ ساله زنان و مردان رکورددار ایران است که به‌عنوان اولین کتاب رکورد کشورهای اسلامی در سال ۱۴۰۰ به چاپ رسیده است. این کتاب حاوی ۴۵۰ عنوان بالاترین رکوردهای ایران است که از بین بیش از ۳۰۰۰ رکورد ثبت شده در ۱۸ فصل و ۴۵۰ صفحه تدوین شده است. این کتاب هر ساله با تازه‌ترین رکوردها چاپ و منتشر می‌شود.

## رونمایی از جلد دوم کتاب
هادی رضایی، رئیس کمیته رکوردهای ملی ایران، از رونمایی دومین جلد کتاب رکوردهای ملی ایران در نمایشگاه بین‌المللی کتاب تهران ۱۴۰۴ خبر داد، این کتاب مربوط به دستاوردهای رکورد تا پایان سال ۱۴۰۳ می‌باشد.